# Armindo Araújo
Pour les articles homonymes, voir Araújo (homonymie).
Armindo Araújo, né le 1er janvier 1977 à Santo Tirso près de Porto, est un pilote de rallye portugais.

## Biographie
Il commence la compétition en 1994 (à 17 ans) sur deux roues (en championnats nationaux, circuits et enduro), remportant le Trophée KTM 250 cm3 de 1999, puis passe sur quatre roues en 2000.
Il conduit alors sept années durant dans divers championnats nationaux, dont quatre dans le principal en rallyes.
Il a concouru aussi dans 30 rallyes comptant pour le WRC de 2007 à 2011 (à la date du 8 septembre - toujours inscrit en Groupe N), commençant le P-WRC du championnat dès 2007 (Production cars).
Il participe actuellement toujours au championnat du monde des voitures de production, qu'il a remporté à deux reprises (il est le seul pilote, depuis sa création en 2002; 14 ans avant son 1er titre, son compatriote  Rui Madeira avait déjà fini en tête des voitures de production, en 1995 en mondial de rallyes - étant alors premier portugais à terminer en tête d'une catégorie mondiale du WRC.
En 2011, il est intégré au programme d'essais limités de la nouvelle Mini Countryman WRC, et ce au sein d'une équipe semi-officielle italienne. 

Au rallye d'Allemagne, il fait sa meilleure performance de l'année 2011 : il finit 8e. En 2012 il termine 7e au Mexique, son meilleur résultat absolu à ce jour.
Depuis une décennie, Miguel Ramalho est à ses côtés, toujours en 2012.

## Palmarès (au 31/12/2012)

### Titres
- Double champion du monde FIA des rallyes des voitures de production (P-WRC), en 2009 et 2010 ;
- Septuple Champion du Portugal des rallyes, en 2003 (Citroën Saxo Kit Car S1600), 2004 (Citroën Saxo Kit Car S1600), 2005 (Mitsubishi Lancer Evolution VIII), 2006 (Mitsubishi Lancer Evolution VIII), en 2018 (Hyundai i20 R5), en 2020 (Škoda Fabia RS Rally2), et 2022 (Škoda Fabia RS Rally2)(également 3e en 2002)
- Triple champion du Portugal des rallyes en catégorie Deux Roues Motrices, en 2002, 2003 et 2004 (sur Citroën Saxo Kit Car S1600) ;
- Double champion du Portugal des rallyes en catégorie Tourisme, en 2003 et 2004 ;
- Champion du Portugal des rallyes en catégorie Promotion, en 2006 ;
- Triple champion du Portugal des rallyes, catégorie Tourisme voitures de Production de moins de 1 600 cm³, en 2002, 2003 et 2004 ;
- Champion du Portugal des rallyes promotionnels, en 2000 ;
- Trophée Saxo/Rallye Total en 2001, sur Citroën Saxo ;
  - Vice-champion d'Europe des rallyes secteur ouest en 2003 ;
  - Vice-champion du Portugal des rallyes catégorie Promotion en 2005 ;

### Victoires en P-WRC
- Rallye du Portugal: 2009;
- Rallye du Mexique: 2010;
- Rallye d'Allemagne: 2010;
- Rallye de France: 2010;

### Triple vainqueur duRallye du Portugal
- 2003 et 2004 avec pour copilote Miguel Ramalho sur Citroën Saxo Kit Car, et en 2006 sur Mitsubishi Lancer Evo Viii toujours avec Miguel Ramalho (hors WRC);

### Autres victoires européennes
- 2006 : rallye des Açores
  - (à citer également une 2e au rallye de Madère, en championnat IRC saison 2006);

### Victoires nationales
- 2000 : rallye Portas de Ródão ;
- 2000 : rallye Mondim / Celorico de Basto ;
- 2000 : rallye de Góis ;
- 2000 : rallye Vila de Murça ;
- 2000 : rallye Rali Cidade de Abrantes ;
- 2001 : rallye Futebol Clube do Porto (trophée Saxo) ;
- 2003 : rallye Casino da Póvoa ;
- 2003 : rallye Rota do Vidro ;
- 2003, 2005 et 2006 : rallye Casinos do Algarve ;
- 2003 : rallye Sport / Dão Lafões ;
- 2004 et 2005 : rallye Casino da Póvoa ;
- 2005 et 2006 : rallye de la région centre du Portugal ;
- 2006 : rallye de Mortágua.
- Il comptabilise 13 autres victoires sur le territoire portugais.